# Городенка (село)
Городе́нка — село в Україні, у Глибочицькій сільській територіальній громаді Житомирського району Житомирської області. Чисельність населення становить 51 особу (2001).

## Населення
Відповідно до результатів перепису населення СРСР, кількість населення станом на 12 січня 1989 року становила 52 особи. Станом на 5 грудня 2001 року, відповідно до перепису населення України, кількість мешканців села становила 51 особу.

## Історія
Вперше фіксується на топографічній карті з такою назвою у 1939 році. Станом на 1 жовтня 1941 року — ферма Городенка Студеницької сільської управи Коростишівського району Житомирської області. На 15 листопада 1954 року — село Студеницької сільської ради Коростишівського району.
27 березня 2017 року включене до складу новоутвореної Глибочицької сільської територіальної громади Житомирського району Житомирської області.